# Spider-Man Noir : Les Illusions perdues
Spider-Man Noir : Les Illusions perdues est une mini-série de comics en 4 épisodes, publiée par Marvel Comics en 2008-2009. Elle fait partie de la collection « Marvel Noir ».
L'histoire est publiée en français par Marvel France dans l'album Les Illusions perdues en 2009.

## Auteurs
- Scénario : David Hine et Fabrice Sapolsky
- Dessin : Carmine Di Giandomenico
- Couleurs : Carmine Di Giandomenico

## Synopsis
Pendant la Grande Dépression, le gangster Norman Osborn vit aisément grâce à ses hommes de main Kraven et le Vautour. Ils ont assassiné l'oncle Ben qui faisait obstacle à leur entreprise de racket. Le jeune Peter Parker est décidé à se venger.

## Liste des personnages
- Peter Parker/Spider-Man : jeune garçon orphelin qui a été élevé par son oncle et sa tante. À la suite de la morsure d'une araignée mystique, il se voit acquérir des super-pouvoirs.

- Ben Urich/L’Araignée : journaliste pour le Daily Bugle et mentor de Peter. Il est dépendant de la drogue.

- Norman Osborn/Le Bouffon : gangster qui dirige la moitié de New York. Il a fait assassiner Ben Parker.

- Les Exécuteurs : trio composé de Ox, Fancy Dan et Montana. Ce sont les hommes de main du Bouffon.

- Sergei Kravinoff/Kraven le chasseur : ancien dompteur devenu garde du corps.

- Adrian Toomes/Le Vautour : ancien « monstre de foire » devenu garde du corps. Il est cannibale et c'est lui qui a dévoré Ben Parker vivant.

- Dmitri Smerdyakov/Le Caméléon : ancien magicien devenu garde du corps. Il est le demi-frère de Kraven.

- Ben Parker : oncle et père adoptif de Peter.

- May Parker : tante et mère adoptive de Peter. Elle est porte-parole d'une association.

- Félicia Hardy : patronne du Black Cat, le plus grand bar clandestin de tout New York. Elle a vécu une histoire d'amour avec Ben Urich, mais aussi avec le Bouffon.

- J. Jonah Jameson : propriétaire du Daily Bugle.

## Analyse
Spider-Man Noir n'est autre que transposition des comics Spider-Man dans l'âge Noir (les années 1930).
Comme tous les super-héros de l'univers Marvel Noir, Spider-Man est beaucoup plus sombre (par exemple, il tue froidement le Vautour pour sauver sa tante May). L’ambiance est celle des films de gangsters et la violence est omniprésente.